# تترای آروانا
تترای آروانا (نام علمی: Gnathocharax steindachneri), گونه‌ای ماهی از خانواده تتراسانان است که در زیستگاه‌های آب شیرین گرمسیری در حوضه رودهای اورینوکو و آمازون در آمریکای جنوبی یافت می‌شود. علت نام‌گذاری آن به دلیل شباهت فک آن به ماهی آروانا می‌باشد، این گونه به عنوان ماهی آکواریومی نیز یافت می‌شود. این تنها سرده از این خانواده است و در بلوغ و رشد کامل تا ۵ سانتیمتر (۲٫۰ اینچ) می‌رسد.